# 湖南科技报
《湖南科技报》是一款由中国大陆湖南省科协专管，湖南科技报社编发的关于科技的专业报纸。

## 简介
《湖南科技报》创刊于1957年，一直发行至今。

## 版面
《湖南科技报》分为十二大块：
- 科技要闻
- 商机在线
- 致富专栏
- 养殖园地
- 高效种植
- 现代农业
- 良种世界
- 技艺长廊
- 生态家园
- 农资在线
- 增收聚焦
- 读者之友